# Pi Centauri
Pi Centauri (π Centauri, förkortat Pi Cen, π Cen) som är stjärnans Bayerbeteckning, är en dubbelstjärna belägen i den västra delen av stjärnbilden Kentauren. Den har en kombinerad skenbar magnitud på 3,84 och är synlig för blotta ögat där ljusföroreningar ej förekommer. Baserat på parallaxmätning inom Hipparcosuppdraget på ca 9,1 mas, beräknas den befinna sig på ett avstånd på ca 360 ljusår (ca 110 parsek) från solen.

## Egenskaper
Primärstjärnan Pi Centauri A är en blå till vit stjärna i huvudserien av spektralklass B5 V. Den har en radie som är ca 3,0 gånger större än solens och utsänder från dess fotosfär ca 780 gånger mera energi än solen vid en effektiv temperatur på ca 13 670 K. 
Följeslagare, Pi Centauri B, är en huvudseriestjärna av spektraltyp B med skenbar magnitud +5,0. De två stjärnorna kretsar kring deras gemensamma masscentrum med en period på 39 år.